# Mońki
Mońki  je poljsko mesto v Podlaškega vojvodstva. Junija 2009 je v mestu živelo 10.145 ljudi. Od leta 1999 je del   Podlaškega vojvodstva.